# Segundo Galilea
Segundo Galilea, (Santiago, 3 de abril de 1928 – Santiago, 27 de maio de 2010) foi um sacerdote católico chileno. 
Em 22 de setembro de 1956, foi ordenado como sacerdote. Trabalhou no Centro de Formação Missionária e no CIDOC em Cuernavaca (México). Colaborou com o Instituto Pastoral Latino-americano (IPLA), do  Conselho Episcopal Latino-americano (CELAM), e com a Confederação de Religiosos de América Latina (CLAR). Foi diretor da revista "Pastoral Popular". Ministrou cursos a missionários latino-americanos enviados ao extremo oriente. Foi diretor espiritual do Seminário de San Carlos, em Havana (Cuba).
É considerado um dos fundadores da Teologia da Libertação, juntamente com José Comblin, Gustavo Gutiérrez e Juan Luis Segundo. Fez contribuições importantes nos estudos de temas como a evangelização, a religiosidade popular, a pastoral libertadora, a espiritualidade e da mística.
Galilea faleceu no dia 27 de maio de 2010.

## Reflexões sobre a evangelização
Galilea acreditava que os pobres são os verdadeiros sujeitos da evangelização, pois esses sofrem, a todo momento, a experiência dramática da dor e da frustração como parte da realidade humana, e revelariam o rosto humano de um Jesus que sofre, e desse modo, mostrariam que a libertação, na situação atual, passaria necessariamente pela cruz. Os pobres seriam o "sacramento histórico" que revelaria a realidade evangélica da dor de Jesus de Nazaré e seriam o caminho para a experiência de comunhão.
Com essa visão, Galilea, se afastou da concepção do cristianismo como "religião de observância", que apresenta um Cristo anistórico, individualista, reacionário e triunfalista, e opta por um cristianismo da radicalidade do Evangelho, da fé encarnada, do seguimento de Jesus o Cristo crucificado.

## Reflexões sobre a religiosidade popular
Galilea chegou às seguintes conclusões sobre a religiosidade popular:
1. o catolicismo popular seria parte da cultura e dos processos de libertação dos povos latino-americanos;
2. a religiosidade popular seria muito persistente na América Latina, apesar das profundas transformações sociais e culturais pelas quais passou o subcontinente;
3. o estudo da religiosidade popular deveria levar em conta, além dos fatores propriamente religiosos, os fatores próprios das culturas populares nas quais a religiosidade se desenvolve, fatores ligados ao subdesenvolvimento e à marginalização e fatores que procedem da tradição histórica, a simbologia e o "inconsciente coletivo";
4. existiria um paradoxo entre a importância da religiosidade popular e os obstáculos à sua valorização, devido a diversos motivos, que incluem os preconceitos contra o sincretismo.

Galilea integrava a corrente "cultural" da Teologia da Libertação, que acreditava que a religiosidade popular era um elemento chave para a libertação, tendo em vista que a cultura seria um importante elemento da identidade do povo latino-americano.
Nesse contexto, Galilea sustentava que uma correta pastoral popular deveria acompanhar o povo em sua tomada de consciência sobre as potencialidades libertadoras da fé cristã e sobre o crescimento dos valores da fé, o que resultaria na sua politização. A fé seria, portanto, inspiradora de um dinamismo social e fator positivo na libertação do ser humano latino-americano. Mais especificamente, Galilea, afirmava que uma pastoral popular libertadora deveria:
1. relativizar as expressões religiosas que o catolicismo popular tende a absolutizar;
2. integrar as dimensões originariamente cristãs como a solidariedade comunitária e a fraternidade nas expressões religiosas individualistas como parte essencial de todo ato religioso;
3. descobrir o que há de protesto contra a injustiça e a opressão nas manifestações religiosas populares.

Para que essa pastoral tenha êxito, seria necessária uma opção global pela Igreja dos pobres, de modo a "convocar efetivamente os pobres a formar o Reino de Deus". Isso deveria traduzir-se em uma mobilização social e política, que devolvesse aos pobres sua dignidade e sua vocação histórica e os orientasse a transformar as estruturas que os oprimem.

## Fé e política
Galilea acreditava que a luta pela libertação seria um ponto de encontro entre política e contemplação e, nesse contexto, questionava:
1. os cristãos meramente "contemplativos", muito voltados para os valores 'propriamente' religiosos e às dimensões transcendentes do cristianismo, mas poucos voltados para o compromisso social imanente ao cristianismo; e
2. os "militantes-comprometidos", que valorizavam apenas a militância social e o compromisso com as tarefas históricas com certo descuido com a dimensão orante da fé.

Galilea dizia que: 
| “ | "O cristão comprometido com a libertação vai se tornando um contemplativo na medida em que capta o que Deus quer para o outro, e faz disso a razão decisiva de seu compromisso. Na medida que se faz capaz de manter a universalidade do amor, sem renunciar à sua preferência pelos oprimidos". | ” |

Galilea definia a contemplação como o "encontro experimental com Deus" em todas as dimensões da existência humana, que se traduz no encontro com Jesus de Nazaré e com o "irmão menor". O encontro com Jesus estaria na raiz de toda conversão, como mostra o Novo Testamento através de diversos exemplos, como os encontros de Jesus com a (mulher samaritana, Zaqueu, os apóstolos, Pedro, os Discípulos de Emaús, Paulo de Tarso, etc.
Galilea destacava especialmente a importância da "presença de Cristo" nos "pequenos", principalmente com base em: Mateus 25:31–46, que seria o fundamento da dimensão social e coletiva do cristianismo.
De acordo com Galilea, os valores tradicionais da contemplação, seriam:
1. a gratuidade (negação do utilitarismo;
2. crucificação do egoísmo e purificação de si mesmo;
3. saída do egoísmo para o encontro com o outro, com Dios, reencontro com a realidade última das coisas;
4. solidão, aridez, "noite escura" e deserto.

Galilea destacava que foi no deserto que se forjaram os grandes profetas de Israel e os profetas cristãos da Teologia da Libertação na América Latina. O deserto seria um lugar de distanciamento do "sistema", entendido como sociedade injusta e enganadora.

## Obras
- "Hacia una pastoral vernácula" (1966);
- "Introducción a la religiosidad popular" (México, 1967);
- "Para una pastoral latinoamericana" (Buenos Aires, 1968);
- "Evangelización en América Latina" (1970);
- "La vertiente política de la pastoral" (Quito, 1970) (co-autor);
- "¿A los pobres se les anuncia el evangelio?" (Bogotá, 1972);
- "Contempla-ción y apostolado" (Bogotá, 1973);
- "Pastoral y lenguaje" (Bogotá, 1973) (co-autor);
- "Espiritualidad de la liberación" (Santiago, Chile, 1973);
- "¿Adónde va la pastoral?" (1974);
- "¿Los pobres nos evangelizan?" (Bogotá, 1977);
- "Religiosidad popular y pastoral" (Madri, 1979);
- "Espiritualidad de la liberación según las bienaventuranzas" (Bogotá, 1979);
- "El mensaje de Puebla" (Bogotá, 1979);
- "El camino de la espiritualidad" (Bogotá, 1982);
- "El futuro de nuestro pasado. Los místicos  españoles desde América Latina" (Narcea, Madrid, 1985);
- "El alba de nuestra espiritualidad. Vigencia de los padres del desierto en la espiritualidad contemporánea" (Narcea, Madrid, 1986);
- "La música de Dios" (Madrid, 1987);
- "Espiritualidad de la esperanza" (Madrid, 1988);
- "Tentación y discernimiento" (Madrid, 1991);
- "El discípulo cristiano" (Madrid, 1996);
- "Quan els sants són amics" (Barcelona, 1996).

### Colaborações em obras coletivas(em castelhano)
- "Análisis empírico de la religiosidad popular", em "Catolicismo popular" (Aldo Büntig org.) (Quito, 1969), pp 53-63;
- "La teología de la liberación como crítica de la actividad de la Iglesia en América Latina", em "Fe y secularización en América Latina" (Bogotá, 1972);
- "La fe como principio crítico de promoción de la religiosidad popular", em "Fe y Secularidad, Fe cristiana y cambio social en América Latina" (Sígueme, Salamanca, 1973), pp. 15-158;
- "Jesús y la liberación del pueblo", en Seladoc, Panorama de la teología latinoamericana, II (Sígueme, Salamanca, 1975), pp 33-44;
- "Teología de la liberación y nuevas exigencias cristianas", em "La nueva frontera de la teología en América Latina" (Rosino Gibellini, (ed.)) (Salamanca, 1977), pp. 156-173;
- "Ejemplo de recepción selectiva y creativa del Concilio. América Latina en las conferencias de Medellín y de Puebla", em "La recepción del Vaticano II" (Giusppe Alberigo e J P Jossua (eds.)) (Cristiandad, Madrid, 1987), pp. 86-101[1].